# عزيز ضياء
عبد العزيز ضياء الدين زاهد مراد أو كما اشتهر باسم عزيز ضياء (1332– 1418ھ) 1914– 1997م، أديب وناقد، ومترجم، ومحرر صحافي، وإذاعي سعودي بارز؛ كان عضواً في جمعية الثقافة والفنون، وهو عضو مؤسس لنادي جدة الأدبي، كما شارك في تأسيس صحيفة عكاظ، وعمل في الإذاعة السعودية كـمعلق سياسي لوقت طويل. التحق بالسلك العسكري في حدود عام 1347ھ / 1928م، ثم حول إلى الأمـن العام كاتبًا، وقد تدرج في عدة وظائف حكومية، كان من أبرزها تعيينه مديراً للخطوط الجوية إبان فترة عمله في وزارة الدفاع والطيران والمفتشية العامة، وكذلك توليه منصب وكيل مدير الأمن العام لشؤون المباحث والجوازات والجنسية بوزارة الداخلية.

## مسيرته

### نشأته وتعليمه

#### الأسرة والمولد
ولد في زقاق القفل بمحلة الساعة في المدينة المنورة يوم 12 ربيع الأول 1332 هـ (الموافق فيه 22 يناير 1914)، وهو العام الذي شهد اندلاع الحرب العالمية الأولى. وفقد أباه في سن مبكرة إذ سافر والده إلى روسيا بغرض جمع الأموال لتأسيس الجامعة الإسلامية ينما كان في الثالثة من عمره ولكنه لم يعد أبداً. والمرجح أنه قتل أثناء تلك الرحلة.
اكتوت أسرته بنيران الحرب شأنها شأن الكثير من الأسر المدنية في تلك الفترة خلال حصار جيش شريف مكة حسين بن علي والقبائل العربية للمدينة والتي بدأ في العام 1916 فقد اضطرت أسرته لاحقاً إلى النزوح إلى الشام في الرحلة التاريخية التي عرفت "بالسفر برلك" وذلك عبر قطار الحجاز كما كان يسميه أهل المدينة. وقد سجل عزيز ضياء ذكرياته عن تلك الرحلة وفترة النزوح إلى الشام في رائعته «حياتي مع الجوع والحب والحرب». انتهت رحلة أسرته إلى الشام نهاية مأساوية إذ فقد خلال فترة الإقامة في الشام خالته، وجده لأمه، وشقيقه الأصغر. وقد عاد برفقة والدته فقط إلى المدينة المنورة عقب نهاية الحرب وخروج الجيش التركي.
درس في كتاتيب المدينة، ثم بالمدرسة الراقية الهاشمية، ثم مدرسة الصحة في مكة المكرمة في 1927، ولكنه هرب منها بعد أن حدثت له مشكلة مع أحد أساتذتها. ودرس لفترة في مدرسة الخديوي إسماعيل بالقاهرة. وتنقل بين الجامعة الأمريكية في بيروت ومعهد التحقيق الجنائي في كلية الحقوق بالجامعة المصرية غير أن ظروف اندلاع الحرب العالمية الثانية اضطرته إلى العودة إلى المملكة. أجاد من اللغات الإنجليزية والفرنسية والتركية. ابنه ضياء تشكيلي ومثال شهير وهو صاحب نصب المصحف الكبير على مدخل مكة المكرمة، وابنته دلال كبير مذيعين بإذاعة جدة.

#### عمله في الحكومة
تدرج في عدة مناصب حكومية وأمنية. بدأ كمقيد أوراق في مديرية الصحة العامة في مكة المكرمة، ثم في مكتب مدير الأمن العام. ثم انتقل للعمل ككاتب ضبط في شرطة المدينة، قبل أن يعود لمكة المكرمة ليتلقى دورة عسكرية قصيرة عين بعدها رئيسا للمنطقة الثالثة بمكة، واستمر في عمله بالشرطة لعدة سنوات قبل أن يقرر الالتحاق بمدرسة تحضير البعثات إبان افتتاحها، ومن ثم انطلق في رحلته التعليمية غير المكتملة إلى مصر ولبنان.
عاد إلى العمل في الشرطة لفترة ثم غادر من جديد إلى القاهرة للالتحاق بمعهد التحقيق الجنائي التابع لكلية الحقوق، غير أن رحلته لم تكتمل من جديد نظرا لظروفه المادية. عاد إلى المملكة وعين رئيسا لقسم التنفيذ بالشرطة، ثم مساعدا لمدير عام وزارة الدفاع، ومن ثم مديرا للخطوط الجوية السعودية في عهد أول وزير دفاع الأمير منصور بن عبد العزيز آل سعود.
اضطر إلى مغادرة المملكة في نهاية الاربعينات الميلادية نظرا لبعض الخلافات السياسية مع أحد المسؤولين، وقد توجه إلى مصر ثم الهند حيث عمل في الإذاعة العربية في بومباي برفقة زوجته السيدة أسماء زعزوع، والتي عملت هناك أيضا كأول مذيعة سعودية من خارج المملكة. عاد إلى المملكة بعد عامين من الإقامة في الهند، وعين مديرا لمكتب مراقبة الأجانب. ثم تم تعيينه وكيلا لمدير الأمن العام لشؤون لمباحث والجوازات والجنسية.

#### اشتغاله في الصحافة
عمل عزيز ضياء في الصحافة منذ وقت مبكر فكان من أوائل من كتبوا المقال السياسي في صحيفة البلاد إحدى أقدم الصحف السعودية وفي وقت مبكر من عمره. وشارك في تأسيس صحيفة عكاظ وتولى رئاسة تحريرها لمدة عشرة أشهر. وتولى رئاسة تحرير صحيفة المدينة في العام 1964 قبل أن تتم تنحيته بعد 40 يوما فقط على خلفية نشره لوثائق تكشف بعض المخالفات المالية بوزارة البترول.
تخصص في المقال السياسي حيث كتب للأذاعة السعودية كمعلق سياسي لحوالي 15 سنة وكانت له سلسلة من المقالات في الرد على الهجمات التي كان يشنها الإعلام المصري على المملكة أثناء فترة ما قبل نكسة 1967. شارك ككاتب يومي وأسبوعي وخلال فترات مختلفة في حياته في صحف مختلفة مثل: عكاظ، المدينة، الرياض، البلاد، الندوة ومجلات اليمامة والحرس الوطني والجيل. وقد كتب بالإضافة إلى المجال السياسي في المجالات الأدبية والاجتماعية. وتم إعادة نشر الكثير من هذه المقالات في سلسلة الأعمال الكاملة للأستاذ عزيز ضياء والتي تكفل بطباعتها وإصدارها الأستاذ عبد المقصود خوجة عبر مؤسسة ومنتدى الإثنينية الثقافي.

#### سيرته الأدبية والنقدية
«برز عزيز ضياء، في صدر شبابه، قاصًا وناقدًا وكاتبًا، وشرع ينشر في صحف تلك المدة، وبخاصة أم القرى وصوت الحجاز، طائفة من فصوله في الأدب والنقد، وحين أصدر محمد سعيد عبد المقصود، وعبد الله عمر بلخير *كتاب وحي الصحراء* 1355 هـ (1936م)، كان عزيز ضياء من بين الذين انطوى هذا الكتاب على طرف من آثارهم الأدبية، ونمّت آثاره تلك على لَهَجه بالأدب العربي في المهجر، واتسم نثره بسمات الأدب الرومنسي، وأنشأ، كأقرانه من أدباء تلك المدة، يكتب الشعر المنثور، مقتفيًا أثر أمين الريحاني، وفي» وحي الصحراء«، كذلك، [له] محاولة لم تنجح في نظم الشعر على الأساليب العربية القديمة، وأقرب الظن أنه عدل عن هذا الفن، وانصرف، من فوره، إلى الكتابة الثرية بأنواعها، إنشاءً، ونقدًا، وتعريبًا».
كما أن سيرته الأدبية زاخرة في أكثر من حقل، مقدماً، كاتباً ومترجماً لأكثر من 30 عملا في الرواية والمسرح. كان أديبا وجوديا، وتأثر بالتيارات المهجرية والتجديدية. وساهم في تقديم العديد من البرامج والمسلسلات الدرامية المتنوعة في إذاعة جدة. وكان من أوائل من عملوا بترجمة الأعمال الأدبية الإنجليزية إلى العربية في المملكة، واستفاد من فترة دراسته بالجامعة الأمريكية ببيروت فترجم أعمالا روائية ومسرحية عالمية لنخبة من الأدباء أمثال طاغور، أوسكار وايلد، سومرست موم، تولستوي، جورج أورويل وبرنارد شو. وقد تم طبع ونشر بعض هذه الأعمال عن طريق مؤسسة تهامة، فيما تم نشر بعضها الآخر عبر صفحات الصحف والمجلات.
كان عضوًا في المجلس الأعلى للثقافة والفنون والأدب السعودي عند تأسيسه منتصف السبعينيات، وكان ممن اقترحوا فكرة إنشاء الأندية الأدبية. وهو عضو مؤسس لنادي جدة الأدبي إذ ساهم مع الأستاذ محمد حسن عواد في تأسيه عام 1975. وشارك في انتخابات أول مجلس إدارة للنادي حيث انتخب لمنصب نائب رئيس النادي. كما شارك في إلقاء الكثير من المحاضرات الثقافية والإعلامية والاجتماعية في النادي وخارج النادي.

### مرضه ووفاته
توفي في جدة يوم 7 شعبان 1418 هـ الموافق فيه 7 ديسمبر 1997م.

## أثره

### أعماله في الترجمة
- (عهد الصبا في البادية) ترجمة 1980م.
- قصص من (سومرست موم) تعريب 1981م.
- (النجم الفريد) - قصص مترجمة.
- (جسور إلى القمة) - تراجم 1981م.
- (تورتة الفراولة) قصص أطفال تعريب 1983م.
- (قصص من تاغور) ترجمة 1983م.
- (العالم عام 1984 لـجورج أورويل) - رواية مترجمة 1984م.

### مؤلفاته في الأدب
- (حمزة شحاتة قمة عرفت لم تكتشف) 1977م.
- (سعادة لا تعرف الساعة) 1983م.
- (ماما زبيدة) قصص 1984م.
- (حياتي مع الجوع والحب والحرب) سيرة ذاتية 1995م.
- (عناقيد الحقد) رواية نشرت على أجزاء في مجلة اقرأ.
- (آراء في الفن والجمال) مجموعة نثرية
- (كان القلب يقول) مجموعة نثرية

## وصلات خارجية
- سنوات الجوع والخوف في الحجاز والشام.. ذكريات الحرب العالمية الأولى في ثلاثية أديب سعودي.